# Màscares (pel·lícula de 1987)
Màscares (títol original en francès Masques) és una pel·lícula francesa dirigida per Claude Chabrol, estrenada el 1987 i doblada al català.

## Argument
Roland Wolf, jove periodista, es fa convidar per Christian Legagneur (Philippe Noiret), amb el pretext d'escriure la biografia d'aquest presentador-vedette de televisió. En realitat, intenta trobar el rastre de la seva germana Madeleine, misteriosament desapareguda. Aquesta era l'amiga de Catherine, la fillola de Legagneur, que es va deteriorant, víctima d'un de mal estrany. Roland es converteix en l'amant de Catherine, i desemmascara Legagneur que intenta matar-la per apoderar-se de la seva fortuna. Envoltat per la policia, Legagneur, en el moment d'una emissió en directe, reconeix la seva culpabilitat així com el seu menyspreu per al seu públic.

## Repartiment
- Philippe Noiret: Christian Legagneur
- Robin Renucci: Roland Wolf
- Anne Brochet: Catherine Lecœur, fillola de Legagneur
- Monique Chaumette: Colette, secretària de Legagneur
- Pierre-François Duméniaud: Max, xofer i cuiner de Legagneur
- Bernadette Lafont: Patricia Marquet, massatgista de Legagneur
- Roger Dumas: Emmanuel Marquet anomenat Manu, marit de Patricia
- Pierre Nougaro: Gustave
- Renée Dennsy: Émilie
- Yvonne Decade: Antoinette
- Blanche Ariel: Rosette
- René Marjac: Maurice
- Paul Vally: Henry
- Denise Pezzani: Sra. Lemonier
- Pierre Hisch: M. Loury
- Michel Dupuy: L'ajudant
- Henri Attal: El vigilant
- Dominique Zardi: Totor
- François Lafont: L'home de la brusa